# Оссолинские
Оссолинские (пол. Ossolińscy) — польский дворянский и графский род герба Топор.
Высочайше утверждённым 07 января 1848 года мнением Государственного совета Виктор-Максимилиан-Иосиф Оссолинский утверждён с законным в прямой линии потомством в графском достоинстве (на основании рескрипта Королевско-Прусского департамента от 15 ноября 1805 года).
Род Оссолинских внесён в книги дворян Царства Польского и в VI часть родословной книги Волынской губернии.

## Происхождение и история рода
Предок знаменитой фамилии Оссолинских — Навой, был воеводою сандомирским в 1319 году и кастеляном краковским в 1325 году. Один из его сыновей — Яков по прозванию Овца, основал замок Оссолин, от коего потомки его и приняли своё название.
Ясько Николай Овца из Оссолина был маршалом великим коронным († 1387). Канцлер князь Юрий Оссолинский (1595—1650) — выдающийся польский государственный деятель. Подскарбий великий коронный Францишек Максимилиан (1676—1756) получил в 1736 г. титул герцога и звание пэра Франции. Граф Иосиф (1707—1780) был послом в Вене, а потом воеводой подляским.
Иосиф Максимилиан (1748—1826) — польский библиограф и историк. В 1818 г. в здании бывшего монастыря и церкви кармелитов во Львове основал библиотеку Оссолинских — одну из обширнейших польских библиотек.
В родословной росписи Оссолинских значатся с титулом:
- № 39 Князь Юрий (1595—1650) — воевода сандомирский и великий канцлер коронный. Император Германский Фердинанд II возвёл его в 1633 году в княжеское Римской Империи достоинство.
- № 55 — князь Франц с дочерьми, имеющими титул «княжна»;
- № 93 граф Иосиф-Максимильян (1748—1826), кастелян подляский. Графский титул получил от Императора Леопольда II и подтверждён в графском достоинстве Александром I в 1820 году[2].

## Описание герба
Щит четверочастный со щитком в середине, в котором в голубом поле золотой коронованный лев. В 1-м и 4-м красных полях серебряный топор (герб Topor), во 2-м и 3-м полях, рассечённых серебром и красным, двуглавый орёл, рассечённый же красным и серебром.
Щит увенчан графской короной, над которой шлем с дворянской короной. Нашлемник: возникающий золотой коронованный лев, держащий серебряный топор. Намёт на щите красный, подложенный серебром. Девиз: «Krzyż obrona, krzyż podpora, Dzieci naszego Topora».

## Известные представители
- Оссолинский Николай — кастелян вислицкий в начале XV века.
- Оссолинский Николай — кастелян радомский и войницкий в 1451 г.
- Оссолинский Иероним — кастелян сандецкий, войницкий и сандомирский.
- Оссолинский Николай — кастелян парнавский.
- Оссолинский Збигнев — воевода подлясский и сандомирский (ум. 1623).
- Оссолинский Христофор — воевода сандомирский (ум. 1646).
- Оссолинский Максимильян — кастелян черский и коронный надворный подскарбий (ум. 1655).
- Оссолинский Самуил — кастелян черский.
- Оссолинский Юрий — кастелян завихотский.
- Оссолинский Иосиф — кастелян чеховский.
- Оссолинский Казимир — кастелян чеховский.
- Оссолинский Франц-Максимильян — великий подскарбий коронный.
- Оссолинский Антоний-Иосиф — воевода волынский.
- Оссолинский Фома — коронный надворный подскарбий.
- Оссолинский Иосиф — воевода подлясский (ум. 1789)[2].